# (1051) Mérope
(1051) Mérope es un asteroide perteneciente al cinturón exterior de asteroides descubierto por Karl Wilhelm Reinmuth el 16 de septiembre de 1925 desde el observatorio de Heidelberg-Königstuhl, Alemania.

## Designación y nombre
Mérope se designó inicialmente como 1925 SA.
Más tarde fue nombrado por Mérope, una diosecilla de la mitología griega.

## Características orbitales
Mérope está situado a una distancia media del Sol de 3,218 ua, pudiendo alejarse hasta 3,532 ua y acercarse hasta 2,905 ua. Su excentricidad es 0,0975 y la inclinación orbital 23,48°. Emplea en completar una órbita alrededor del Sol 2109 días.